# Rehti
Rehti è una suddivisione dell'India, classificata come nagar panchayat, di 9.741 abitanti, situata nel distretto di Sehore, nello stato federato del Madhya Pradesh. In base al numero di abitanti la città rientra nella classe V (da 5.000 a 9.999 persone).

## Geografia fisica
La città è situata a 22° 43' 60 N e 77° 25' 60 E e ha un'altitudine di 302 m s.l.m..

## Società

### Evoluzione demografica
Al censimento del 2001 la popolazione di Rehti assommava a 9.741 persone, delle quali 5.114 maschi e 4.627 femmine. I bambini di età inferiore o uguale ai sei anni assommavano a 1.521, dei quali 822 maschi e 699 femmine. Infine, coloro che erano in grado di saper almeno leggere e scrivere erano 6.166, dei quali 3.697 maschi e 2.469 femmine.